# آق‌تپه قشلاق
آق تپه قشلاق مربوط به هزاره ۶ تا ۴ قبل از میلاد است و در شهرستان قم، بخش مرکزی، روستای ملک قلعه غربی واقع شده و این اثر در تاریخ ۵ آذر ۱۳۸۰ با شمارهٔ ثبت ۴۴۲۳ به‌عنوان یکی از آثار ملی ایران به ثبت رسیده است.